# Лановик Богдан Дмитрович
Богда́н Дми́трович Ланови́к (23 липня 1936, с. Іванківці, Зборівський район, Тернопільська область — 23 грудня 2017, м. Тернопіль) — український історик, краєзнавець, науковець, професор, кандидат історичних наук.

## Життєпис
Богдан Дмитрович Лановик народився в с. Іванківці Зборівського району Тернопільської області в родині службовця 23 липня 1936 року.
- 1944—1954 р.р. — навчання в Іванківецькій початковій та, пізніше, Кобзарівській середній школі.
- 1954—1959 р.р. — навчання на історичному факультеті Чернівецького державного університету.
- 1959—1966 р.р. — вчитель на Івано-Франківщині, у м. Чернівцях, робота у Тернопільському обласному краєзнавчому музеї, вчитель історії середньої школи № 3 м. Тернополя.
- 1966 р. — викладач, старший викладач, доцент, професор, завідувач кафедрою історії народного господарства і права Тернопільської академії народного господарства.
- 1990 р. — завідувач кафедри українознавства[1] ТАНГ.
- 1991 р. — Б. Д. Лановику присвоєно почесне звання «Заслужений працівник народної освіти України».
- 1996 р. — керівник Тернопільського відділення наукового та професійного товариства ім. М.Міхновського. За короткий період роботи товариства проведено 4 наукових конференції, видано 4 наукових збірники, засновано науковий щорічник «Українська наука: минуле, сучасне, майбутнє».
- 2001 р. — стажування в Іллінойському університеті (Чикаго, США).

## Наукова школа
За редакцією Б. Д. Лановика світ побачили 18 підручників та посібників, 2 монографії. Проф. Лановик Б. Д. виступав координатором та співкоординатором типової програми з економічної історії. Під його керівництвом захищено понад 10 кандидатів наук, у тому числі О. М. Герман, І. Б. Дацків, О. Є. Гомотюк, М. В. Лазарович, М. А. Сивирин, В. Ф. Чайківський, Л.Дибчук, Л.Кравчук, О.Вітвіцький, Н.Совінська, А.Криськов.

## Найважливіші праці
- Чорна тінь голодомору 1932—1933 років над Тернопіллям / уклад. Б. Д. Лановик, М. В. Лазарович, Р. М. Матейко. — Т. : Джура, 2003. — 292 с.
- Лазарович М., Лановик Б. Голодомор 1932–1933 // Тернопільський енциклопедичний словник : у 4 т. / редкол.: Г. Яворський та ін. — Тернопіль : Видавничо-поліграфічний комбінат «Збруч», 2004. — Т. 1 : А — Й. — С. 384. — ISBN 966-528-197-6.
- Лановик Б. Д. Економічна історія: Курс лекцій /Лановик Б., Лазарович М., Чайковський В. — Т. : Економічна думка, 1999. — 280 с.
- Лановик Б. Д. Економічна історія світу і України: Підручник /Лановик Б., Матисякевич З., Матейко Р. — 3-є вид., доп. — К.: Вікар, 1999. — 740 с.
- Лановик Б. Д. Економічна історія України і світу: Підручник /Лановик Б., Матисякевич З., Матейко Р. — 2-е вид., доп. — Т. : Економічна думка, 1997. — 480 с.
- Лановик Б. Д. Історія господарства: Україна і світ: Підручник /Лановик Б., Матисякевич З., Матейко Р. Під ред. Б. Д. Лановика; Міжнародний фонд «Відродження». — К.: Вища школа, 1995. — 480 с.
- Лановик Б. Д. Історія України: Навч. посібник /Лановик Б., Матейко Р., Матисякевич З.; Ред. Б. Д. Лановик. — 2-е вид., перероб. — К.: Знання, 1999. — 574с. — (Вища освіта ХХІ століття).
- Зубалій О. Д. Історія української діаспори: Навч. посібник / Зубалій О., Лановик Б., Траф'як М. — К.: ІЗМН, 1998. — 148 с.
- Історія України: Кн. для учнів загальноосвіт. шкіл, профтехучилищ, студентів вищих та серед. навч. закладів /Ред. Лановик Б. Д. — Т. : Карт: Ерудит, 1995. — 460 с.
- Історія української еміграції: Навч. посібник /Ред. Б.Лановик. — К.: Вища школа, 1997. — 520 с.
- Українська еміграція від минувшини до сьогодення: Навч. посібник / Ред. Б.Лановик. — Т. : Чарівниця, 1999. — 512 с.
- Лановик Б. Для тих, хто будує Україну, роботи не забракне //Свобода. — 1996. — 8 серпня.
- Лановик Б. Освіта — пролог державності //Вільне життя. — 1994. — 10 червня.
- Шаблій О., Лановик Б. Без коріння саду не рости: Українознавство у вищій національній школі //Свобода. — 1993. — 26 вересня.
- Лановик, Б. Реформи заради добробуту Віктора Ющенка: передумови, хід, наслідки [Електронний ресурс] / Богдан Лановик, Микола Лазарович // Українська наука: минуле, сучасне, майбутнє. — 2005. — Вип. 10. — С. 3-15.
- Лазарович, М. Економіка України на зламі тисячоліть / М. Лазарович, Б. Лановик // Українська наука: минуле, сучасне, майбутнє. — Тернопіль: Економічна думка, 2003. — Вип. 8. — С. 3-8.
- Лазарович, М. Освітня та громадська діяльність Українського Січового Стрілецтва в контексті національно-визвольних змагань українського народу / М. Лазарович, Б. Лановик // Проблеми інтеграції науково-освітнього потенціалу в державотворчому процесі: матеріали доп. І Міжнар. симпозіуму [20-27 трав. 1997 р.]. — Севастополь — Форос, 1997. — С. 196—200.
- Лазарович, М. В. Голодомор 1932—1933 років: причини і наслідки / М. В. Лазарович, Б. Д. Лановик, Р. М. Матейко // Українська наука: минуле, сучасне, майбутнє: щорічник. — 2003. — Вип. 8. — С. 93-110.
- Лановик, Б. Д. Економічна історія [Текст]: курс лекцій / Б. Д. Лановик, М. В. Лазарович, В. Ф. Чайковський. — 3-тє вид., переробл. і доповн. — Тернопіль: Економічна думка, 1999. — 280 с.
- Лановик, Б. Д. Економічна історія [Текст]: Курс лекцій / Б. Д. Лановик, М. В. Лазарович. — 6-те вид., стер. — К. : Вікар, 2006. — 405 с. — (Вища освіта ХХІ століття).
- Лановик, Б. Д. Ілюстрована історія України [Текст]: короткий курс лекцій / Б. Д. Лановик, М. В. Лазарович. — 2-ге вид. — Тернопіль: Джура, 2006. — 428 с.
- Лановик, Б. Д. Ілюстрована історія України [Текст]: Короткий курс лекцій / Б. Д. Лановик, М. В. Лазарович. — Тернопіль: Джура, 2003. — 428 с.
- Лановик, Б. В. Історія України [Текст]: курс лекцій / Б. В. Лановик, М. В. Лазарович. — Тернопіль: Збруч, 2002. — 382 с.